# William Abbott (regatista, hijo)
William Abbott (conocido como Bill Abbott Jr.; Sarnia, 21 de mayo de 1954) es un deportista canadiense que compitió en vela en la clase Soling. Su padre, William, y su esposa, Joanne, compitieron en el mismo deporte.
Ganó siete medallas en el Campeonato Mundial de Soling entre los años 1997 y 2023. Participó en dos Juegos Olímpicos de Verano, en los años 1996 y 2000, ocupando el quinto lugar en Atlanta 1996 en la clase Soling.

## Palmarés internacional
| \| Campeonato Mundial \| Campeonato Mundial \| Campeonato Mundial \| Campeonato Mundial \| \| Año \| Lugar \| Medalla \| Clase \| \| ------------------ \| --------------------------- \| ------------------ \| ------------------ \| \| 1997 \| Rungsted (Dinamarca) \| Medalla de bronce \| Soling \| \| 2002 \| Marblehead (Estados Unidos) \| Medalla de oro \| Soling \| \| 2009 \| Toronto (Canadá) \| Medalla de oro \| Soling \| \| 2012 \| Milwaukee (Estados Unidos) \| Medalla de bronce \| Soling \| \| 2015 \| Castiglione (Italia) \| Medalla de plata \| Soling \| \| 2016 \| Kingston (Canadá) \| Medalla de oro \| Soling \| \| 2023 \| Milwaukee (Estados Unidos) \| Medalla de plata \| Soling \| |                             |                   |        |
| Campeonato Mundial |                             |                   |        |
| Año | Lugar                       | Medalla           | Clase  |
| 1997 | Rungsted (Dinamarca)        | Medalla de bronce | Soling |
| 2002 | Marblehead (Estados Unidos) | Medalla de oro    | Soling |
| 2009 | Toronto (Canadá)            | Medalla de oro    | Soling |
| 2012 | Milwaukee (Estados Unidos)  | Medalla de bronce | Soling |
| 2015 | Castiglione (Italia)        | Medalla de plata  | Soling |
| 2016 | Kingston (Canadá)           | Medalla de oro    | Soling |
| 2023 | Milwaukee (Estados Unidos)  | Medalla de plata  | Soling |